# Ferdinand Stuck

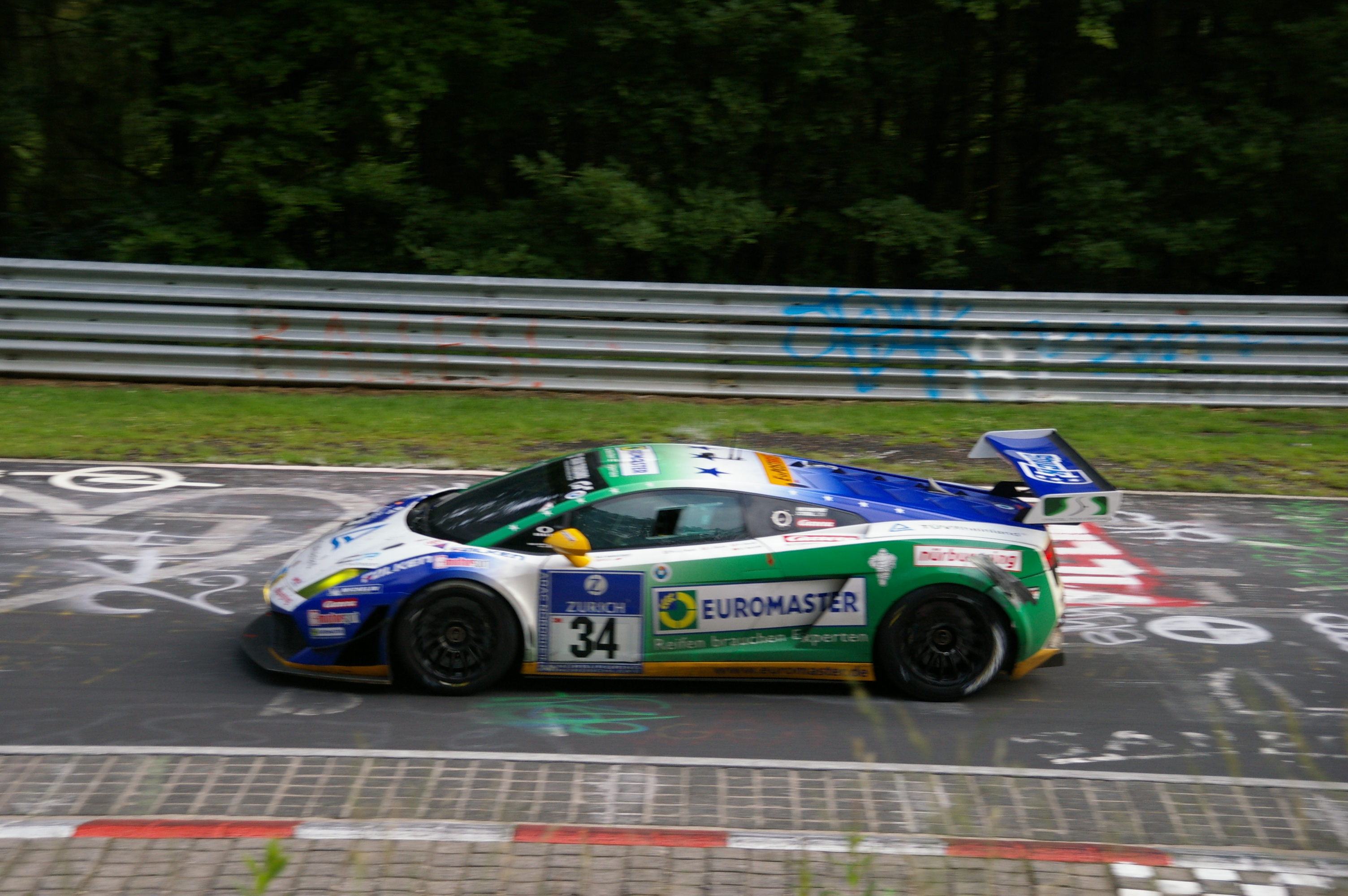
Der Lamborghini Gallardo LP 600 von Hans-Joachim Stuck, Johannes Stuck, Ferdinand Stuck und Dennis Rostek beim 24-Stunden-Rennen auf dem Nürburgring 2011

Ferdinand Stuck (* 17. Juni 1991 in Starnberg) ist ein österreichischer Autorennfahrer. Johannes Stuck ist sein älterer Bruder und ebenfalls Rennfahrer.

## Karriere
Ferdinand Stuck gab im Jahr 2010 sein Debüt im Porsche Carrera Cup. Der Sohn des ehemaligen Formel-1-Fahrers Hans-Joachim Stuck trat in einem Porsche 911 GT3 Cup von Farnbacher Racing an. 2011 trat Stuck zusammen mit seinem Bruder Johannes für Reiter Engineering in der ADAC GT Masters und in der Deutschen GT-Meisterschaft an. Beim 24-Stunden-Rennen auf dem Nürburgring desselben Jahres traten die Brüder gemeinsam in einem Team mit ihrem Vater, welcher sein Abschiedsrennen fuhr, sowie Dennis Rostek an und wurden 15. im Endklassement. Im Laufe der Saison erzielten Johannes und Ferdinand zusammen vier Laufsiege und wurden Deutscher GT-Meister sowie Vizemeister im ADAC-GT-Masters.

## Statistik

### Karrierestationen
- 2002–2007 Int. Kartsport (Eurokart CRG Germany)
- 2008 ADAC Formel Masters (Rhinos Leipert Motorsport)
- 2009 ADAC Formel Masters (Van Amersfoort Racing)
- 2010 Porsche Carrera Cup (Farnbacher Racing)
- 2011–2012 ADAC GT Masters (Reiter Engineering)
- 2013 VLN (Audi Sport Team Phoenix)
- 2014 24H  Nürburgring (Walkenhorst Motorsport)
- 2015 Reiter Engineering
- 2017 KTM X-Bow GT4

## Preise
- 2006 Gewinner AvD Goldpokal
- 2008 Rhinos Junior Squod
- 2010 Porsche Motorsport Talent
- 2011: ADAC GT Masters (Platz 2)
- 2011: Deutsche GT-Meisterschaft (Platz 1)